# Young-beom Jeon
| 34666 Bohyunsan    | 4 dicembre 2000   |
| 63145 Choemuseon   | 4 dicembre 2000   |
| 63156 Yicheon      | 5 dicembre 2000   |
| 68719 Jangyeongsil | 16 febbraio 2002  |
| 72021 Yisunji      | 4 dicembre 2000   |
| 72059 Heojun       | 21 dicembre 2000  |
| 94400 Hongdaeyong  | 25 settembre 2001 |
| 95016 Kimjeongho   | 9 gennaio 2002    |
| 99503 Leewonchul   | 16 febbraio 2002  |
| 106817 Yubangtaek  | 6 dicembre 2000   |
| 126578 Suhhosoo    | 11 febbraio 2002  |

Young-beom Jeon (in coreano 전영범) (...) è un astronomo sudcoreano.
Il Minor Planet Center gli accredita le scoperte di quarantadue asteroidi, effettuate tra il 2000 e il 2002, in parte in collaborazione con altri astronomi: Kyoung-Ja Choo, Byung-Chol Lee e Yun-Ho Park.